# Ocnogyna maculata
Ocnogyna maculata là một loài bướm đêm thuộc phân họ Arctiinae, họ Erebidae.